# Gnamptoloma rubra
Gnamptoloma rubra är en fjärilsart som beskrevs av Holloway 1979. Gnamptoloma rubra ingår i släktet Gnamptoloma och familjen mätare. Inga underarter finns listade i Catalogue of Life.